# 芮塔·彭安
芮塔·彭安（羅馬化：Ra-tha Pho-ngam，1983年5月19日—），出生名为维拉婉·彭安，又名芽芽茵，昵称Ying，是泰国女演员、歌手兼模特。代表作有《唯神能恕》、《晚娘上部：恋欲》、《晚娘下部：罪色》、《夏日菊花茶》、《末日之火》等。